# Адрианов вал
Адриановият вал (на латински: Vallum Hadriani; на английски: Hadrian's Wall) е римско отбранително съоръжение от камъни и торф, което се намира на територията на съвременна Великобритания – в Северна Англия, край нейната граница с Шотландия. През 1987 г. е включен в списъка на световното културно и природно наследство на ЮНЕСКО.
Строежът започва през 122 г. при император Адриан. Дължината му е 118 km (80 римски мили), а височината – 3 метра.
Пресича изцяло остров Великобритания. Предназначението му е било да предотврати набези на пиктите от север и да защити провинция Британия.
Работата по строителството ръководи наместникът на римска Британия Платорий Непот. През 126 г. е завършено издигането на стената, която се простирала от море до море – от р. Солуей на запад до р. Тайн на изток.
Адриановият вал 3 пъти е попадал в ръцете на враговете – през 197, 296 и 367 г. През 400 г. укреплението е окончателно изоставено от Римската империя.
През следващите столетия местното население го използва като каменоломна. Остатъци от Адриановия вал има и до днес.

## В изкуството
При Адриановия вал се развива действието във филма „Крал Артур“ (2004), в който се застъпва идеята, че митичният крал Артур не е живял през 15 век, а през 5 в., и е бил римски военачалник (Арториас) при Адриановия вал.
- Карта на Адриановия вал
- Част от Адриановия вал